# ニザーミー廟
ニザーミー廟（ニザーミーびょう、英語: Nizami Mausoleum、アゼルバイジャン語: Nizami Məqbərəsi）は、1991年にニザーミーに敬意を表して構築されたアゼルバイジャンのギャンジャにある霊廟である。
庭に囲まれた高い円筒状の建物で、側面には金属彫像がニザーミーの叙事詩を追悼している。